# Trichophorum uniflorum
Trichophorum uniflorum là loài thực vật có hoa trong họ Cói. Loài này được (Trautv.) Malyschev & Lukitsch. miêu tả khoa học đầu tiên năm 1963.